# Philautus kempiae
Espèce
Synonymes
- Ixalus kempiae Boulenger, 1919

Statut de conservation UICN

 DD  : Données insuffisantes
Philautus kempiae est une espèce d'amphibiens de la famille des Rhacophoridae.

## Répartition
Cette espèce est endémique des Garo Hills dans l'État de Meghalaya en Inde. Elle ne se rencontre uniquement que dans les environs de Tura,.

## Étymologie
Cette espèce est nommée en l'honneur de Stanley Wells Kemp (1882-1945).

## Publication originale
- Boulenger, 1919 : Description of three new batrachians from the Garo hills, Assam. Records of the Indian Museum, vol. 16, p. 207-208 (texte intégral).